# محمدحسن خوانساری
محمدحسن خوانساری از سیاستمداران ایرانی بود، که در  دوره سوم بعنوان نماینده گلپایگان در مجلس شورای ملی حضور داشت.